# Olstjärnen, Västerbotten
Olstjärnen är en sjö i Norsjö kommun i Västerbotten och ingår i Skellefteälvens huvudavrinningsområde. Sjön har en area på 0,0488 kvadratkilometer och ligger 341,9 meter över havet. Sjön avvattnas av vattendraget Gissträskbäcken.

## Delavrinningsområde
Olstjärnen ingår i det delavrinningsområde (721451-166304) som SMHI kallar för Utloppet av Gissträsket. Medelhöjden är 337 meter över havet och ytan är 25,65 kvadratkilometer. Det finns inga avrinningsområden uppströms utan avrinningsområdet är högsta punkten. Gissträskbäcken som avvattnar avrinningsområdet har biflödesordning 4, vilket innebär att vattnet flödar genom totalt 4 vattendrag innan det når havet efter 118 kilometer. Avrinningsområdet består mestadels av skog (63 procent) och sankmarker (13 procent). Avrinningsområdet har 4,51 kvadratkilometer vattenytor vilket ger det en sjöprocent på 17,6 procent.